# Star Wars: Battlefront II (2017)
Star Wars: Battlefront II — компьютерная игра в жанре шутер от первого лица с возможностью переключаться на вид от третьего лица, по вселенной «Звёздных войн», четвёртая игра серии Star Wars Battlefront, являющаяся продолжением предыдущей части. Игра была разработана шведской компанией EA DICE в сотрудничестве с Criterion Games и Motive Studios и изданная Electronic Arts для платформ Windows, PlayStation 4 и Xbox One.

## Мультиплеер
Star Wars Battlefront II содержит 11 режимов и включает большое разнообразие техники и оружия, а также возможность играть за персонажей, бойцов и на планетах всех трёх эпох вселенной.

### Режимы игры
- Полное превосходство. В режиме «Полное превосходство» двум командам по 20 игроков надо захватывать командные посты, их 5 на всей карте. Если какая-либо команда захватила 3 или более командных постов, она копит подкрепления. Когда какая-то из команд накапливает 100 единиц подкрепления, она высаживается на корабль противника и пытается уничтожить его изнутри. Цель игры — уничтожить корабль противника.
- Превосходство. В режиме «Превосходство» размер отряда ограничен 8 игроками и для победы потребуется выполнить боевые задачи.
- Схватка. Режим «Схватка» представляет собой активные бои на маленьких картах. Побеждает команда, устранившая 100 бойцов противника первая.
- Битва звёздных истребителей. Две команды сражаются в космосе на звёздных истребителях, выполняя разные боевые задачи.
- Герои против злодеев. Командный бой 4 на 4 между героями и злодеями всех трёх эпох вселенной «Звёздных Войн». Побеждает команда устранившая 35 героев противника первой.
- Аркада. Режим «Аркада» — бой в одиночку или с напарником против бойцов под управлением искусственного интеллекта.
- Галактическая битва. Масштабные командные сражения на знаменитых полях боя вселенной «Звёздных войн».
- Столкновение героев. Две пары героев сражаются друг против друга в трёх раундах. Побеждает команда победившая в трёх раундах первой.
- Звёздные истребители героев. Две команды по 4 игрока сражаются на Звёздных истребителях героев на протяжении трёх раундов по 5 минут. Цель каждого раунда уничтожить все звёздные истребители героев противника. Подбитые истребители героев заменяют обычные истребители разных армий из «Звёздных войн». Побеждает команда, победившая первой в трёх раундах.
- Охота эвоков. В бою участвуют 20 игроков. Поле боя — Эндор. В начале боя выбирается первый эвок, который должен убивать штурмовиков Империи. Каждый убитый штурмовик заменяется на эвока. Цель штурмовиков — остаться в живых и высадиться на имперский шаттл во время утренней эвакуации. Цель эвоков — убить всех штурмовиков.
- Эвакуация. В бою участвуют две команды по 8 игроков — Империя и Альянс повстанцев. Поле боя — рудники коаксия на Кесселе. Альянс повстанцев везёт груз от первой контрольной точки до последней. Всего есть 4 контрольные точки. Груз передвигается только если его сопровождает хотя бы один игрок из Альянса повстанцев. На передвижение груза от одной контрольной точки до другой отводится определённое время, при достижении контрольных точек даётся дополнительное время. Альянс повстанцев побеждает если груз достигнет последней контрольной точки за отведённое время, Империя побеждает если груз не достигнет контрольной точки за отведённое время.

## Изменения в геймплее
В отличие от предыдущей части, в игру были добавлены 4 игровых класса: Обычный солдат, Тяжёлый боец, Офицер и Специалист. Каждый класс имеет свои уникальные способности и преимущества. Каждый класс имеет свой вид оружия. Для солдата это бластерные винтовки, для тяжёлого бойца — пулемёт, у офицера это бластерный пистолет, а у специалиста снайперские винтовки. Оружие можно улучшить, поставив на него разные модификации (автоохлаждение, ионные выстрелы и т.д). Была изменена система звёздных карт, теперь карточки могут улучшить способности героев, транспорта, истребителей, солдат и подкреплений. У карт появились уровни (их всего 4). Улучшать карты можно за очки опыта, получаемые при получении нового уровня бойца. Оружие можно получить, убив определённое количество врагов, а убивая врагов определённым оружием можно получать модификации. Скины и эмоции можно купить за кредиты, получаемые после матчей. В самом начале игры все герои свободны, и платить за разблокировки не надо. Также в игре появилась система очков. За заработанные очки можно призвать подкрепления и героев (при вызове подкрепления или героя очки расходуются).

## Одиночная кампания
После отсутствия в предыдущей части, в игру вернулась одиночная кампания. Кампания начинается во время событий Битвы при Эндоре и за 30 лет до событий фильма «Звёздные войны: Пробуждение силы». Сюжет повествует о судьбе Иден Версио — командира элитного имперского отряда «Инферно», оставшейся верной Империи после гибели Императора. Цель отряда — исполнить последний приказ лорда ситхов, а именно начать операцию «Зола», которая должна положить конец Альянсу Повстанцев. Участвуя во всех крупномасштабных сражениях после битвы при Эндоре и встречая почти всех главных героев той эпохи, Иден Версио постепенно начинает терять веру в Империю, тем временем наблюдая восход Первого Ордена.

## Разработка
10 мая 2016 года финансовый директор ЕА Блейк Йоргенсен на совещании с инвесторами подтвердил, что игра Star Wars: Battlefront II находится в разработке, а также он заявил, что игра будет основываться на контенте «из новых фильмов». Позднее было подтверждено, что разработкой игры займётся студия EA DICE в сотрудничестве с Motive Studios, и что в игре будет одиночная кампания.
Мэттью Уэбстер, исполнительный продюсер, 15 апреля 2017 года официально анонсировал Star Wars Battlefront II на конференции Star Wars Celebration, заявив, что игра выйдет во всём мире 17 ноября 2017 года. Бета-тестирование Battlefront II началось 4 октября, и было доступно для всех игроков, которые предварительно заказали игру. 6 октября бета-тестирование стало открытым, и продолжилось до 11 октября. 10-часовая пробная версия стала доступной для подписчиков EA Access и Origin Access с 9 ноября.
25 июля 2017 года была выпущена сопутствующая новеллизация игры, Star Wars Battlefront II: Inferno Squad, за авторством Кристи Голден. Книга является приквелом к событиям игры, и описывает одноимённый отряд штурмовиков Империи, который занимается ликвидацией остатков повстанческой ячейки Со Герреры после событий кинофильма «Изгой-один».
10 ноября 2017 года была анонсирована серия бесплатного загружаемого контента, в которую входят планеты Д’Кар и Крэйт, и играбельные героические персонажи Финн и Капитан Фазма. Данная серия загружаемого контента связана с декабрьским фильмом «Звёздные войны: Последние джедаи».
26 марта 2019 года был выпущен набор бесплатного загружаемого контента, в который входит планета Джеонозис, новый игровой режим «Полное Превосходство», и играбельные персонажи Оби-Ван Кеноби, генерал Гривус, граф Дуку и Энакин Скайуокер.
26 июня 2019 года вышло обновление, добавившее дройдек, облик генерала-джедая для Энакина Скайуокера, республиканский танк TX-130, несколько новых обликов для клонов и карты планет Набу, Кашиик, Камино и Фелуции для Полного превосходства.
17 декабря 2019 года был выпущен набор бесплатного загружаемого контента, в который входит планета Ажан Клосс, бойцы подкрепления, и новые облики для героев. С 17 декабря 2019 года стало доступно для покупки Праздничное Издание в которое входит около 350 обликов для бойцов и героев, эмоции и победные стойки. Данная серия загружаемого контента связана с декабрьским фильмом «Звёздные войны: Скайуокер. Восход»
3 февраля 2020 года было выпущено обновление добавляющее двух дроидов — BB-8 за светлую сторону, и BB-9E за тёмную сторону.

## Монетизация
Во время предварительного бета-тестирования издатель игры, Electronic Arts, подвергся критике игроков и игровой прессы за ввод схемы монетизации в виде лутбоксов, которая даёт игрокам существенные преимущества в игровом процессе путём приобретения предметов за реальные деньги. Несмотря на то, что такие предметы также можно приобрести и за игровую валюту, игроки в среднем должны «гриндить» в течение примерно 40 часов, чтобы разблокировать хотя бы одного персонажа, такого как Дарт Вейдер. В ответ на критику разработчики скорректировали количество внутриигровых предметов, которые игрок получает за игру. Однако, после того как часть игроков и игровых журналистов получила пре-релизную версию игры, они сообщили о различных спорных особенностях геймплея, таких как награды, не связанные с производительностью игрока в игре. Один игрок сообщил на «Реддите» о том, что несмотря на то, что он купил делюкс-издание игры, Дарт Вейдер остался заблокирован за 40 часами игры. В ответ на негативную реакцию команда сообщества EA попыталась защитить противоречивые изменения, сказав, что 40-часовое игровое время, необходимое для разблокировки персонажей, или «гринд», должно было дать пользователям чувство «гордости и достижения», и не является стимуляцией игроков покупать персонажей за настоящие деньги. Комментарий получил очень негативную реакцию и стал самым отрицательно оценённым комментарием за всю историю «Реддита». В ответ на возмущение сообщества, EA снизила стоимость персонажей в кредитах на 75 %.
Видя явно выраженное недовольство игровой общественности ещё невышедшей игрой, правообладатель франшизы по «Звёздным войнам» компания Disney также выразила неудовольствие применением технологии лутбоксов. Из-за этого скандала, дорогостоящий проект в преддверии выхода восьмого эпизода Звёздных войн грозил стать репутационным провалом для всей франшизы. Вдобавок к этому, на фоне скандала, вызванного возможной связью игры с азартными играми, правительство Бельгии решило запретить лутбоксы на территории стран Евросоюза За несколько часов до выхода игры EA приняло решение временно отключить систему лутбоксов.
На фоне низких продаж игры акции ЕА в течение ноября 2017 года упали на 8,5 %, акционерная стоимость компании снизилась на 3,1 миллиарда долларов.

## Критика
| Сводный рейтинг       | Сводный рейтинг                        |
| Агрегатор             | Оценка                                 |
| --------------------- | -------------------------------------- |
| GameRankings          | - (XONE) 65,78 % - (PS4) 65,28 %       |
| Metacritic            | (PS4) 68/100 (XONE) 69/100 (PC) 67/100 |
| Иноязычные издания    |                                        |
| Издание               | Оценка                                 |
| Destructoid           | 5/10                                   |
| EGM                   | 7/10                                   |
| Game Informer         | 6,5/10                                 |
| GameRevolution        | [ 38 ]                                 |
| GameSpot              | 6/10                                   |
| GamesRadar+           | [ 40 ]                                 |
| IGN                   | 6,5/10                                 |
| PC Gamer (US)         | 63/100                                 |
| Русскоязычные издания |                                        |
| Издание               | Оценка                                 |
| Riot Pixels           | 55 %                                   |
| «Игры Mail.ru»        | 6,5/10                                 |

Согласно Metacritic, Star Wars Battlefront II получила в основном сдержанные и смешанные отзывы среди игровой прессы — средний балл для платформы Windows составил 67 %. Разгромными оказались пользовательские оценки — 0,8 из 10, вызванные недовольством пользователей скандалом вокруг монетизации внутриигровых предметов.
Критик GamesRadar, присудив игре оценку 4/5, похвалил её за мультиплеер, но раскритиковал скучную однопользовательскую кампанию. Это же подтверждает обозреватель GameRevolution с оценкой 2,5/5, заявив, что кампания хорошо начинается, но интерес к ней с прогрессом игры неумолимо падает. Также обозреватель не обошёл стороной спорную политику микротранзакций и лутбоксов, используемой игрой.
Игра была номинирована на категории «Лучший шутер», «Лучшая графика» и «Лучшая многопользовательская игра» 2017 года по версии IGN, а также антипремию «Самая разочаровывающая игра» 2017 года по версии Giant Bomb. Battlefront II получила награду «Лучшая многопользовательская игра» от Game Critics Awards на E3 2017.
В ноябре 2017 года Star Wars: Battlefront II заняла второе место по числу продаж в США, уступив первое место своему конкуренту Call of Duty: WWII. В январе 2018 года EA сообщила, что игра не смогла достичь целевых показателей по продажам из-за скандала с лутбоксами. За период октябрь-декабрь 2017 года игра была распродана тиражом в 9 млн экземпляров, что на 1 млн меньше от запланированного числа.